# Ferdinando Di Orio
Ferdinando Di Orio (Roma, 23 febbraio 1948) è un medico e politico italiano.

## Biografia
Nato a Roma nel 1948, si laureò dapprima in filosofia presso l'Università degli Studi di Roma "La Sapienza", quindi in medicina e chirurgia presso l'Università degli Studi di Messina.
Nel 1985 diventò professore ordinario di Statistica medica e Biometria presso l'Università degli Studi dell'Aquila. Dal 1988 al 1994 e dal 2001 al 2004 fu preside della facoltà di medicina e chirurgia nello stesso ateneo e nel 2004 venne eletto rettore, carica in cui venne riconfermato tre anni più tardi, nel 2007, e che verrà successivamente prorogata per altri due anni, fino a terminare il proprio mandato nel 2013.
Nel 2017 costituì la fondazione Veronica Gaia Di Orio, in ricordo della figlia prematuramente scomparsa; la onlus, attiva nella ricerca e nella lotta contro la depressione giovanile, ha avviato le prime iniziative all'Aquila, Marano dei Marsi e Avezzano.

## Attività politica
Vicino sin da giovane agli ambienti cattolici, si iscrisse nel 1972 alla Democrazia Cristiana e nel 1980 fondò il sindacato CISL Università, di cui fu segretario dal 1982 al 1992. Nel 1993, avvicinatosi a Mariotto Segni, contribuì alla nascita di Alleanza Democratica.
Nelle elezioni politiche del 1994 è eletto al Senato della Repubblica con il Partito Democratico della Sinistra per la XII legislatura; durante il proprio mandato fece parte della XII Commissione permanente (Igiene e sanità), della Commissione parlamentare d'inchiesta sulle strutture sanitarie e di quella sul terrorismo in Italia e sulle cause della mancata individuazione dei responsabili delle stragi. Nelle elezioni politiche del 1996 venne rieletto, sempre al Senato, per la XIII legislatura; fece parte della stessa XII Commissione permanente e della Commissione parlamentare d'inchiesta sul sistema sanitario.
Sempre con il PDS, nel 1998, venne eletto consigliere comunale all'Aquila.

## Vicende giudiziarie
Nel 2019 è stato condannato con sentenza definitiva a trenta mesi di reclusione per induzione indebita: è stato riconosciuto colpevole di aver indotto il medico romano Sergio Tiberti, docente nell'Università dell'Aquila, a versargli 141.000 euro; dopo aver scontato poco più di un mese nel carcere di Rebibbia, è stato affidato ai servizi sociali.